# 東北タッグ王座
東北タッグ王座（とうほくタッグおうざ）は、みちのくプロレスが管理、認定している王座。

## 歴史
2004年7月18日、みちのくプロレス矢巾町民総合体育館大会で行われた初代王座決定巴戦に勝利したウルティモ・ドラゴン&新崎人生組が初代王者になった。体重制限は2人合わせて200kg。
2016年6月10日、みちのくプロレス後楽園ホール大会で王者の日高郁人&藤田ミノル組、UWA世界タッグ王者のバラモン・シュウ&バラモン・ケイ組による王座統一戦が行われて勝利した日高&藤田組がタッグ二冠王者になった。以降は2つの王座の防衛戦が同時に行われている。
2021年10月3日、GAINA&のはしたろう組がUWA世界タッグ王座のみに挑戦して勝利したことで単独王座になった。

## 歴代王者
| 歴代   | タッグチーム                            | 戴冠回数 | 防衛回数 | 獲得日付       | 獲得場所 （対戦相手・その他）                                                 |
| ------ | --------------------------------------- | -------- | -------- | -------------- | ----------------------------------------------------------------------------- |
| 初代   | ウルティモ・ドラゴン&新崎人生           | 1        | 0        | 2004年7月18日  | 矢巾町民総合体育館 ザ・グレート・サスケ&はやて、気仙沼二郎&湯浅和也による巴戦 |
| 第2代  | 佐々木健介&中嶋勝彦                     | 1        | 1        | 2004年9月10日  | 後楽園ホール                                                                  |
| 第3代  | 新崎人生&GAINA                          | 1        | 0        | 2005年3月6日   | 徳島市立体育館                                                                |
| 第4代  | ザ・グレート・サスケ&ディック東郷       | 1        | 3        | 2005年7月10日  | 青森産業会館                                                                  |
| 第5代  | 新崎人生&GAINA                          | 2        | 0        | 2006年4月23日  | ニューワールド仙台テニスクラブ 返上                                           |
| 第6代  | 大石真翔&旭志織                         | 1        | 0        | 2006年5月20日  | 青森産業会館 佐藤秀&佐藤恵                                                    |
| 第7代  | 佐藤秀&佐藤恵                           | 1        | 0        | 2006年6月10日  | 矢巾町民総合体育館                                                            |
| 第8代  | タイガースマスク&フラッシュムーン       | 1        | 0        | 2006年7月17日  | 松下IMPホール                                                                 |
| 第9代  | 佐藤秀&佐藤恵                           | 2        | 1        | 2006年10月8日  | 岩手県営体育館                                                                |
| 第10代 | 景虎&ラッセ                             | 1        | 3        | 2007年4月21日  | 新宿FACE                                                                      |
| 第11代 | ザ・グレート・サスケ&義経               | 1        | 1        | 2008年1月14日  | 仙台港国際ビジネスサポートセンター                                            |
| 第12代 | 佐藤秀&佐藤恵                           | 3        | 0        | 2009年1月14日  | 仙台港国際ビジネスサポートセンター                                            |
| 第13代 | 気仙沼二郎&大柳錦也                     | 1        | 0        | 2009年3月15日  | 仙台港国際ビジネスサポートセンター                                            |
| 第14代 | 南野タケシ&大間まぐ狼                   | 1        | 3        | 2009年11月15日 | 仙台港国際ビジネスサポートセンター                                            |
| 第15代 | ヤッペーマン1号&ヤッペーマン2号         | 1        | 3        | 2010年10月15日 | 滝沢総合公園体育館                                                            |
| 第16代 | バラモン・シュウ&バラモン・ケイ         | 4        | 0        | 2011年10月15日 | 滝沢総合公園体育館                                                            |
| 第17代 | ラッセ&剣舞                             | 1        | 1        | 2012年6月3日   | 後楽園ホール                                                                  |
| 第18代 | ウルティモ・ドラゴン&気仙・沼ジローラモ | 1        | 2        | 2012年12月13日 | 後楽園ホール                                                                  |
| 第19代 | 野橋太郎&ベナーム・アリ                 | 1        | 2        | 2013年9月16日  | 矢巾町民総合体育館                                                            |
| 第20代 | 新崎人生&気仙沼二郎                     | 1        | 0        | 2014年5月6日   | ベストウェスタンホテル仙台                                                    |
| 第21代 | ザ・グレート・サスケ&バラモン・ケイ     | 1        | 2        | 2014年6月8日   | 後楽園ホール                                                                  |
| 第22代 | 佐々木大地&郡司歩                       | 1        | 0        | 2015年3月14日  | 矢巾町民総合体育館                                                            |
| 第23代 | 日高郁人&藤田ミノル                     | 1        | 5        | 2015年9月22日  | 矢巾町民総合体育館                                                            |
| 第24代 | 日向寺塁&郡司歩                         | 1        | 1        | 2017年9月16日  | 矢巾町民総合体育館                                                            |
| 第25代 | GAINA&のはしたろう                      | 1        | 3        | 2018年3月18日  | 仙台ヒルズホテル                                                              |
| 第26代 | Ken45゜&拳剛                            | 1        | 2        | 2018年11月24日 | 仙台ヒルズホテル                                                              |
| 第27代 | GAINA&のはしたろう                      | 2        | 0        | 2019年5月6日   | 矢巾町民総合体育館                                                            |
| 第28代 | 日高郁人&藤田ミノル                     | 2        | 1        | 2019年6月14日  | 後楽園ホール                                                                  |
| 第29代 | ヤッペーマン1号&ヤッペーマン2号         | 2        | 2        | 2019年10月19日 | 新木場1stRING                                                                 |
| 第30代 | ザ・グレート・サスケ&新崎人生           | 1        | 0        | 2021年5月4日   | 矢巾町民総合体育館                                                            |
| 第31代 | GAINA＆のはしたろう                     | 3        | 1        | 2022年3月6日   | 徳島市立体育館                                                                |
| 第32代 | 卍丸&Ken45゜                            | 1        | 1        | 2022年7月17日  | 仙台ヒルズホテル                                                              |
| 第33代 | 橋本和樹&MUSASHI                        | 1        | 1        | 2022年11月19日 | 矢巾町民総合体育館                                                            |
| 第34代 | 景虎&義経                               | 1        | 2        | 2023年6月30日  | 後楽園ホール                                                                  |
| 第35代 | ラッセ&山谷林檎🍎                       | 1        | 3        | 2024年3月16日  | 矢巾町民総合体育館                                                            |